# Sairé
Sairé är en kommun i Brasilien.   Den ligger i delstaten Pernambuco, i den östra delen av landet, 1 600 km nordost om huvudstaden Brasília. Antalet invånare är 11 242.
Omgivningarna runt Sairé är huvudsakligen savann. Runt Sairé är det ganska tätbefolkat, med 75 invånare per kvadratkilometer.